# Stopplaats Esmark
Stopplaats Esmark (telegrafische code: esk) is een voormalig stopplaats aan de Nederlands-Duitse spoorlijn Enschede-Zuid - Ahaus, destijds aangelegd en geëxploiteerd door de Ahaus-Enscheder Eisenbahn. De stopplaats lag ten zuiden van Enschede en ten noorden van de buurtschap Broekheurne. Tegenwoordig ligt op de locatie een park, grenzend aan de wijk Wesselerbrink. Aan de spoorlijn werd de stopplaats voorafgegaan door station Enschede Zuid en gevolgd door station Broekheurne. Stopplaats Esmark werd geopend op 1 mei 1904 en gesloten op 1 juni 1923.